# Le Rat (film)
Pour les articles homonymes, voir Rat (homonymie).
Pour plus de détails, voir Fiche technique et Distribution.
Le Rat est un film français réalisé par Christophe Ali et Nicolas Bonilauri, sorti en 2001.

## Fiche technique
- Titre : Le Rat
- Réalisation : Christophe Ali et Nicolas Bonilauri
- Scénario : Christophe Ali et Nicolas Bonilauri
- Photographie : Christophe Ali et Nicolas Bonilauri
- Son : Nicolas Leroy
- Montage : Nathalie Langlade
- Production : Les Films à un dollar / Tom Dercourt
- Pays :  France
- Genre : horreur
- Durée : 61 minutes
- Date de sortie : France - 30 mai 2001

## Distribution
- Marcel Fix
- Florence Quiquéré
- Léo Robin
- Elsa Joly
- Isabelle Tesseron
- Christophe Ali
- Alain Keit
- Gilbert Bourson

## Sélections
- Festival du film fantastique et d'horreur de San Sebastián 2000[1]
- Festival de Cannes 2001 (programmation de l'ACID)[2]
- Festival international du film de Rotterdam (IFFR) 2001[3]